# Studi di estetica
Studi di estetica è una rivista di filosofia.

## Storia
Venne fondata nel 1973 da Luciano Anceschi col sottotitolo: Bollettino annuale della sezione di estetica dell'istituto di filosofia dell'Università di Bologna.
Vi facevano capo sia quattro insegnamenti di Estetica (di Filosofia, del Dams, di Scienze della Formazione e di Lingue), sia quelli collaterali di Storia della critica, di Poetica e retorica e di Psicologia dell'arte.
La caratterizzazione accademica e scientifica propria di Studi di estetica è stata tale da favorire negli anni l'attivo confronto con altre scuole di pensiero. Alla rivista hanno infatti collaborato studiosi italiani e stranieri, critici, letterati e uomini di cultura di varie tendenze.
Suddivisa in tre serie (1973-1981, 1982-1989, 1990-2013), conta 68 numeri, circa 15.000 pagine di studi in ambito filosofico, letterario, poetico, musicale e teatrale. La periodicità è semestrale.
Dal 1994 al 2013 Studi di estetica è stata diretta da Fernando Bollino.

## Autori che hanno scritto suStudi di estetica
Guido Almansi,
Charles Altieri,
Luciano Anceschi,
Violaine Anger,
Emanuele Arielli,
Françoise Armengaud,
Paolo Bagni,
Renato Barilli,
Andrea Battistini,
Harold Bloom,
Karl Heinz Bohrer,
Sandro Briosi,
David Bromwich,
Margaret Brose,
Marshall Brown,
Michael Cahn,
Adriana Cavarero,
Paul Celan,
Remo Ceserani,
Hélène Cixous,
Ralph Cohen,
Giuseppe Conte,
Benoît de Cornulier,
Vincenzo Costa,
Paolo D'Angelo,
Arthur Danto,
Marie-Luce Demonet,
Gérard Dessons,
Alberto Destro,
Giuseppe Di Giacomo,
Gillo Dorfles,
Andrew Eastman,
Umberto Eco,
Véronique Fabbri,
Franco Fanizza,
Maurizio Ferraris,
Guido Fink,
Vita Fortunati,
Giovanna Franci,
Elio Franzini,
Emilio Garroni,
Gérard Genette,
Stefano Gensini,
Alfredo Giuliani,
Sergio Givone,
Ernesto Grassi,
Stephen Greenblatt,
Guido Guglielmi,
Paul Hernadi,
Emilio Hidalgo Serna,
J. Hillis Miller,
Wolfgang Iser,
Hans Robert Jauss,
José Jimenez,
Frank Lentricchia,
C.S. Lewis,
Silvestro Marcucci,
Joseph Margolis,
Adrian Marino,
Emilio Mattioli,
Enzo Melandri,
Henri Meschonnic,
Ermanno Migliorini,
Guido Morpurgo-Tagliabue,
Glenn W. Most,
Kim Ok-Ryon,
Michael Palencia Roth,
Lucia Pizzo Russo,
Hans Poser,
Luis J. Prieto,
Ezio Raimondi,
Paul Ricœur,
Jonathan Rée,
Franco Rella,
Brian Rosenberg,
Luigi Russo,
Baldine Saint Girons,
Edoardo Sanguineti,
Gabriele Scaramuzza,
David Simpson,
Carlo Sini,
Mihai Spariosu,
Vittorio Stella,
Carla Subrizi,
Aldo Trione,
James Underhill,
Paolo Valesio,
Gianni Vattimo,
Massimo Venturi Ferriolo,
Brian Vickers,
Maria Villella-Petit,
Hayden White,
Harald Weinrich.

## Alcuni titoli monografici degli ultimi anni
- Il Ritmo, n. 21, 2000
- Il perché della letteratura, n. 23, 2001
- Per Emilio Mattioli, n. 29, 2004
- Attualità di Luciano Anceschi, n. 32, 2005
- Martin Heidegger trent'anni dopo (1976-2006), n. 33, 2006
- Luigi Gozzi Dramaturg, n. 39 e n. 40, 2009
- Contro la Neuroestetica, n. 41, 2010
- Le origini dell'arte, n. 42, 2010
- Il museo oggi, n. 45, 2012
- Il futuro della bellezza, n. 46, 2012
- Anceschi e gli specchi dell'estetica, n. 47, 2013

## Case editrici
- Mucchi editore - Seconda serie
- Clueb - Terza serie

Nota: la Prima serie mantenne un regime di "autogestione" e venne diffusa principalmente in forma di omaggio e scambio fino al '76. La periodicità era annuale.